# Yabhon United 40
El Yabhon United 40, también llamado Yabhon Smart Eye 2, es un vehículo aéreo no tripulado (UAV) capaz de realizar operaciones de vuelo autónomas o controladas remotamente desarrollado por Adcom Systems principalmente para la Fuerza Aérea de los Emiratos Árabes Unidos (UAEAF). Opera como vehículo MALE (altitud media y gran autonomía) y puede utilizarse para misiones especiales, reconocimiento, misiones humanitarias, inteligencia u operaciones militares.